# Sebastiano Romeo
Sebastiano Romeo (San Luca, 8 gennaio 1931 – San Luca, 19 gennaio 1998) è stato un mafioso italiano, conosciuto come U Staccu è stato uno storico capo della 'ndrangheta e appartenente all'omonima 'ndrina con la dote di vangelo.
Dopo la Seconda guerra di 'ndrangheta diventa uno dei membri della Commissione interprovinciale.
Secondo il racconto del pentito Francesco Fonti sarebbe stato coinvolto insieme alla Banda della Magliana nel ritrovamento di Aldo Moro rapito dalle Brigate Rosse il 16 marzo 1978.
Sebastiano Romeo morì a casa sua il 19 gennaio 1998, all'età di 67 anni. 
Si trovava agli arresti domiciliari per motivi di salute ed è stato sostituito da suo figlio Antonio Romeo, ed aiutato da suo fratello Antonio Romeo (stesso nome del figlio). Il figlio viene arrestato il 26 giugno 1998.